# PACE (Studie)
Die PACE-Studie (englisch pacing, graded activity, and cognitive behaviour therapy: a randomised evaluation) war eine umstrittene Studie aus Großbritannien, die auf Grundlage eines biopsychosozialen Krankheitsverständnisses die Effekte von adaptierter Pacing-Therapie, körperlicher Aktivierungstherapie, kognitiver Verhaltenstherapie und spezialisierter medizinischer Versorgung bei Menschen mit Myalgischer Enzephalomyelitis/Chronischem Fatigue-Syndrom (ME/CFS) verglich.
Während die groß angelegte Studie aus dem Jahr 2011 ursprünglich zu dem Schluss kam, dass sowohl körperliche Aktivierungstherapie als auch kognitive Verhaltenstherapie zur Behandlung von ME/CFS „moderat wirksam“ waren und dies den Umgang mit ME/CFS in vielen Ländern prägte, zogen methodische Mängel und spätere Überprüfungen der Daten die Ergebnisse vielfach in Zweifel.
Ab 2017 widerriefen verschiedene Gesundheitsbehörden und Leitlinien ihre Empfehlungen für körperliche Aktivierungstherapie bei ME/CFS. Auch kognitiver Verhaltenstherapie wird bei ME/CFS nicht länger eine heilende Wirkung zugeschrieben. In der Gegenwart gilt ME/CFS als Multisystemerkrankung. Leitlinien und Gesundheitsbehörden empfehlen länderübergreifend ein individuelles Energiemanagement (Pacing).

## Studienaufbau und -ergebnisse
Die PACE-Studie war die bis dato kostspieligste Studie zu ME/CFS weltweit und wurde von verschiedenen Stellen der Regierung des Vereinigten Königreichs, darunter dem Ministerium für Arbeit und Renten, finanziert. Zu den Autorinnen und Autoren gehörten die Psychiaterin Trudie Chalder und die Psychiater Michael Sharpe und Peter White, die im Rahmen eines biopsychosozialen Modells die Theorie vertraten, es handle sich bei ME/CFS um eine psychosomatische Erkrankung.

### Studiendesign
641 Patientinnen und Patienten wurden auf Grundlage der Oxford-Kriterien ausgewählt. Die Patientinnen und Patienten wurden in vier Gruppen eingeteilt: Die erste Gruppe erhielt spezialisierte medizinische Versorgung (englisch specialist medical care, SMC). Die zweite Gruppe erhielt SMC und kognitive Verhaltenstherapie (englisch cognitive behaviour therapy, CBT). Die dritte Gruppe erhielt SMC und körperliche Aktivierungstherapie (englisch graded exercise therapy, GET). Die vierte Gruppe erhielt SMC und adaptierte Pacing-Therapie (englisch adaptive pacing therapy, APT).
- SMC zeichnete sich dadurch aus, dass Behandlerinnen und Behandler den Patientinnen und Patienten dazu rieten, „extreme Aktivität und Erholung zu vermeiden“. Es wurden Medikamente verschrieben, um Symptome wie Schlafstörungen, Schmerzen und die Stimmung zu kontrollieren.
- CBT wurde der Annahme folgend durchgeführt, dass ME/CFS reversibel sei und „Angst vor Aktivität“ sowie „Vermeidung von Aktivität“ mit physiologischen Prozessen interagieren, um Fatigue aufrechtzuerhalten. Ziel der Intervention war es, verhaltensbezogene und kognitive Faktoren zu verändern.
- Auch GET basierte darauf, dass ME/CFS durch reversible physiologische Veränderungen sowie die Vermeidung von Aktivität und eine daraus resultierende Dekonditionierung aufrechterhalten wird. Körperliche Aktivität wurde schrittweise erhöht, um die angenommene Dekonditionierung umzukehren.
- Im Rahmen der APT wurde den Patientinnen und Patienten empfohlen, keine Aktivität auszuführen, wenn dies ihre Symptome verstärkt. Die Patientinnen und Patienten wurden ermutigt, ihre Aktivität zu steigern, wenn ihre Symptome beherrschbar waren.[14] APT ist nicht zu verwechseln mit dem gegenwärtig bei ME/CFS empfohlenen Pacing.

Datenerhebungen fanden zu Beginn der Studie und nach 12, 24 und 52 Wochen statt. Zu den subjektiven Daten gehörten die selbst eingeschätzte Fatigue und die körperliche Funktionsfähigkeit, die von den Patientinnen und Patienten in Fragebögen angegeben wurden. Objektive Daten waren der Bezug von Krankengeld und die Anzahl der krankheitsbedingten Arbeitsausfälle sowie die Ergebnisse von 6-Minuten-Gehtests und Fitnesstests. Es fanden Nacherhebungen statt, bei denen mittels Fragebögen im Median 2,5 Jahre nach Studienbeginn (Randomisierung) weitere subjektive Daten erfasst wurden.

### Veröffentlichung der Ergebnisse
Die ursprünglichen Ergebnisse der PACE-Studie wurden 2011 in The Lancet veröffentlicht und kamen zu dem Schluss, dass CBT und GET „moderat wirksame“ Behandlungen für ME/CFS sind. Nach den publizierten Daten wiesen 61 % der Studienteilnehmerinnen und -teilnehmer eine Verbesserung der Symptome auf. Es wurde außerdem konstatiert, dass die Therapien bei korrekter Anwendung sicher und „schwerwiegende Nebenwirkungen wahrscheinlich nicht von Bedeutung“ sind.
In einer späteren Publikation wurde der Anteil der Patientinnen und Patienten untersucht, die 52 Wochen nach Studienbeginn als „genesen“ eingestuft werden konnten. Den in der Publikation berichteten Daten zufolge traf dies nach CBT auf 22 % zu, nach GET auf 8 % sowie nach APT und nach SMC auf 7 %.

## Kontroversen und Kritik
Nach Veröffentlichung der PACE-Studie reagierten Betroffenenorganisationen sowie Wissenschaftlerinnen und Wissenschaftler mit erheblicher Kritik an der Methodik der Studie und ihren Ergebnissen. Es wurde unter anderem darauf hingewiesen, dass bei ME/CFS bereits geringste körperliche Aktivität zu einer Zustandsverschlechterung (post-exertionelle Malaise) führen kann. Die Kritik erhielt allerdings erst ab 2015 größere Aufmerksamkeit.
Der Herausgeber von The Lancet, Richard Horton, verteidigte die Studie und nannte die Kritikerinnen und Kritiker „eine ziemlich kleine, aber hoch organisierte, sehr lautstarke und sehr schädliche Gruppe von Personen, die [...] diese Agenda tatsächlich gekapert und die Debatte so verzerrt haben, dass sie tatsächlich der überwiegenden Mehrheit der Patientinnen und Patienten schadet.“
Der Genetiker und ME/CFS-Forscher Ronald Davis kommentierte: „Ich bin schockiert, dass The Lancet sie veröffentlicht hat... Die PACE-Studie weist so viele Mängel auf, und es gibt so viele Fragen, die man dazu stellen könnte, dass ich nicht verstehe, wie sie durch irgendeine Art von Peer-Review gekommen ist.“ In einer Analyse des Studiendesigns schrieb die Mathematikerin Rebecca Goldin: „Es gab Probleme mit der Studie auf fast allen Ebenen. [...] Die Mängel in diesem Design reichten aus, um ihre Ergebnisse von Anfang an zum Scheitern zu verurteilen.“ Der Biostatistiker Bruce Levin hielt am Beispiel der PACE-Studie eine Vorlesung darüber, wie man randomisierte, klinische Studien nicht durchführen sollte.

### Einschlusskriterien
An der Methodik der Studie wurde kritisiert, dass die Auswahl der Studienteilnehmerinnen und -teilnehmer auf zu weit gefassten Definitionskriterien für ME/CFS beruhte. Diese sollen nicht trennscharf zu anderen Erkrankungen gewesen sein. Die Oxford-Kriterien verlangten nur chronische Fatigue als Symptom. Im Gegensatz dazu gilt die post-exertionelle Malaise als Leitsymptom von ME/CFS, siehe auch: Myalgische Enzephalomyelitis/Chronisches Fatigue-Syndrom#Diagnosekriterien.  Schwer an ME/CFS Erkrankte wurden von der Studienteilnahme ausgeschlossen, weswegen kritisiert wurde, dass die Ergebnisse nicht auf die Gesamtheit der ME/CFS-Betroffenen übertragbar wären (selection bias).

### Änderung der Endpunkte der Studie
Während der laufenden Studie wurden die Endpunkte – insbesondere die Definition der „Genesung“ – geändert (outcome switching). Um als „genesen“ zu gelten, mussten die Patientinnen und Patienten bei der Bewertung der körperlichen Funktionsfähigkeit zunächst einen Wert von 85 oder größer aufweisen, was dem Wert gesunder Menschen im arbeitsfähigen Alter entspricht. Diese Untergrenze wurde auf einen Wert von 60 oder größer abgesenkt. Dies hatte zur Folge, dass ein erheblich höherer Anteil der Patientinnen und Patienten im Studienverlauf eine „Genesung“ erreichte. Zudem erfüllten einige Patientinnen und Patienten bereits zu Beginn der Studienteilnahme die Voraussetzung für eine „Genesung“, da das Kriterium für die Aufnahme in die Studie ein Wert von 65 oder kleiner war.
Ähnliche Änderungen fanden bei den Fatigue-Werten statt. So konnten Patientinnen und Patienten als „genesen“ gelten, obwohl sie bei bis zu sieben der elf Items des Fragebogens über anhaltende Fatigue berichteten: Ein Niveau, das sich erheblich mit dem für die Studienteilnahme notwendigen überschnitt.

### Subjektive Daten und Placebo
Weitere Kritik bezog sich darauf, dass die ursprünglichen Ergebnisse nur durch subjektive (von den Teilnehmerinnen und Teilnehmern angegebene) Daten gestützt wurden. Darüber hinaus sollen während der Studie CBT und GET den Patientinnen und Patienten gegenüber gelobt worden sein, während die biomedizinische Forschung im Bereich ME/CFS kritisiert wurde. Dies gab Anlass zu Bedenken hinsichtlich eines möglichen Placebo-Effekts, insbesondere angesichts der auf den Angaben der Patientinnen und Patienten beruhenden Datenerhebung. Der Biostatistiker Bruce Levin kommentierte: „Den Teilnehmerinnen und Teilnehmern mitzuteilen, dass die Interventionen von einem Regierungsausschuss ‚auf der Grundlage der besten verfügbaren Evidenz‘ ausgewählt wurden, erscheint mir als der Gipfel des Dilettantismus bei klinischen Studien“.

### Interessenkonflikte und fehlende informierte Einwilligung
Mehrere Autorinnen und Autoren der PACE-Studie wiesen in ihren Publikationen auf potenzielle Interessenkonflikte hin, da sie Verbindungen zu Invaliditätsversicherungen hatten. Diese potenziellen Interessenkonflikte wurden den Studienteilnehmerinnen und -teilnehmern jedoch nicht offengelegt. 42 Wissenschaftlerinnen und Wissenschaftler kritisierten in einem offenen Brief, dass es sich um einen Mangel an informierter Einwilligung und einen Verstoß gegen das Helsinki-Protokoll handele.

### Datenanfrage und Anschuldigungen wegen Belästigung
Die vollständigen Datensätze der PACE-Studie wurden sowohl von Patientinnen und Patienten als auch von Wissenschaftlerinnen und Wissenschaftlern angefragt, um die Ergebnisse durch Reanalysen zu überprüfen. Die Anfrage wurde zunächst abgelehnt, und mehrere der an der PACE-Studie beteiligten Wissenschaftlerinnen und Wissenschaftler berichteten, dass sie von Patientinnen und Patienten belästigt worden seien.
Die Behauptung, ME/CFS-Patientinnen und -Patienten und ihre Organisationen seien „militant“ und würden Methoden der Belästigung anwenden, wurde von den Autorinnen und Autoren als Argument gegen die Freigabe der Studiendaten angeführt. Der Informationsbeauftragte wies diese Behauptungen zurück. Das Gericht befand sie als „stark übertrieben“ und ordnete 2016 die Freigabe der Daten an.

### Reanalyse
Nach der Veröffentlichung überprüften mehrere Wissenschaftlerinnen und Wissenschaftler die Daten der PACE-Studie und konnten die Wirksamkeit von CBT und GET nicht bestätigen. Eine erneute Analyse der PACE-Studie unter Verwendung der ursprünglichen Endpunkte (siehe Abschnitt Änderung der Endpunkte der Studie) ergab keinen statistisch signifikanten Unterschied zwischen den Interventionsgruppen. In einer Auswertung der objektiven Daten wurde festgestellt, dass es nicht zu Verbesserungen bei den Studienteilnehmerinnen und -teilnehmern gekommen war: Nach Abschluss der Studie waren mehr Patientinnen und Patienten arbeitsunfähig und auf Krankengeld angewiesen als vor der Studie. Außerdem wurde die Sicherheit der Therapien angezweifelt.

## Einfluss und Auswirkungen
Die PACE-Studie galt in mehreren Ländern zunächst als bedeutende Evidenz zur Behandlung von ME/CFS. Gesundheitsbehörden wie die US-amerikanischen Centers for Disease Control and Prevention und das britische National Institute for Health and Care Excellence sowie medizinische Fachgesellschaften in Deutschland verwendeten die veröffentlichten Ergebnisse, um GET und CBT für Menschen mit ME/CFS zu empfehlen.
Ein 2019 aktualisierter Cochrane-Review kam zu dem Schluss, dass GET Fatigue bei Personen, die nach älteren Kriterien diagnostiziert wurden, wahrscheinlich reduziert, was teilweise auf den veröffentlichten Daten der PACE-Studie beruhte und zu erneuter Kritik führte.
Nach der erheblichen Kritik an der Studie nahmen die CDC 2017, das NICE 2021 und die Deutsche Gesellschaft für Allgemeinmedizin und Familienmedizin 2022 ihre Empfehlungen für GET und CBT zurück. Das deutsche Institut für Qualität und Wirtschaftlichkeit im Gesundheitswesen stellte 2023 fest, dass schwerwiegende Nebenwirkungen bei GET nicht ausgeschlossen werden können.
Psychotherapie wird bei ME/CFS in der Gegenwart nur noch unterstützend und nicht mehr als ursächliche Behandlung empfohlen. Annahmen wie „falsche Krankheitsüberzeugungen“, die der PACE-Studie zugrunde liegen, wurden zurückgewiesen. ME/CFS gilt nicht als psychosomatische, sondern als Multisystemerkrankung mit physiologischen Störungen auf mehreren Ebenen. Zur Stabilisierung des Krankheitsverlaufs und um eine post-exertionelle Malaise zu vermeiden, wird Betroffenen inzwischen Pacing empfohlen.
Die Autorinnen und Autoren verteidigen bis heute die Ergebnisse der Studie. Auch im deutschsprachigen Raum findet die Studie stellenweise weiterhin Unterstützung, unter anderem von dem Psychosomatiker Peter Henningsen. Teilweise wird davon ausgegangen, dass die PACE-Studie auch den Umgang mit Long COVID geprägt hat.